# 伊萬諾-希奇內
50°17′19″N 35°36′57″E / 50.28861°N 35.61583°E
伊萬諾-希奇內（羅馬化：Ivano-Shyichyne）是烏克蘭東部哈爾科夫州博霍杜希夫區博霍杜希夫市鎮的村莊。該村始建於1785年，面積6.43平方公里，海拔高度148米，2001年人口887，人口密度每平方公里138人。